# Waldemar Prusik

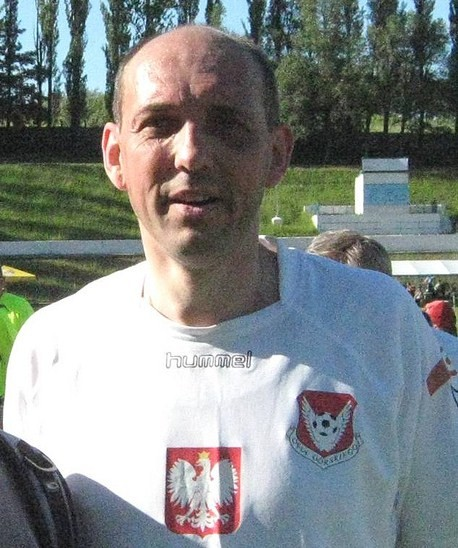
Waldemar Prusik

Waldemar Krzysztof Prusik (Wrocław, 27 juli 1961) is een Poolse ex-voetballer. Hij heeft 49 interlands gespeeld voor het Pools voetbalelftal in de periode 1983-1991.
Prusik was een middenvelder die voornamelijk uitkwam voor Slask Wroclaw, de club waarbij hij zijn carrière begon. In het seizoen 1989-'90 ging hij voetballen voor Alemannia Aachen. Nadien speelde hij nog drie seizoenen voor het Belgische Racing Mechelen.